# Royal Green Jackets
 (juillet 2022).
Si vous disposez d'ouvrages ou d'articles de référence ou si vous connaissez des sites web de qualité traitant du thème abordé ici, merci de compléter l'article en donnant les références utiles à sa vérifiabilité et en les liant à la section « Notes et références ».

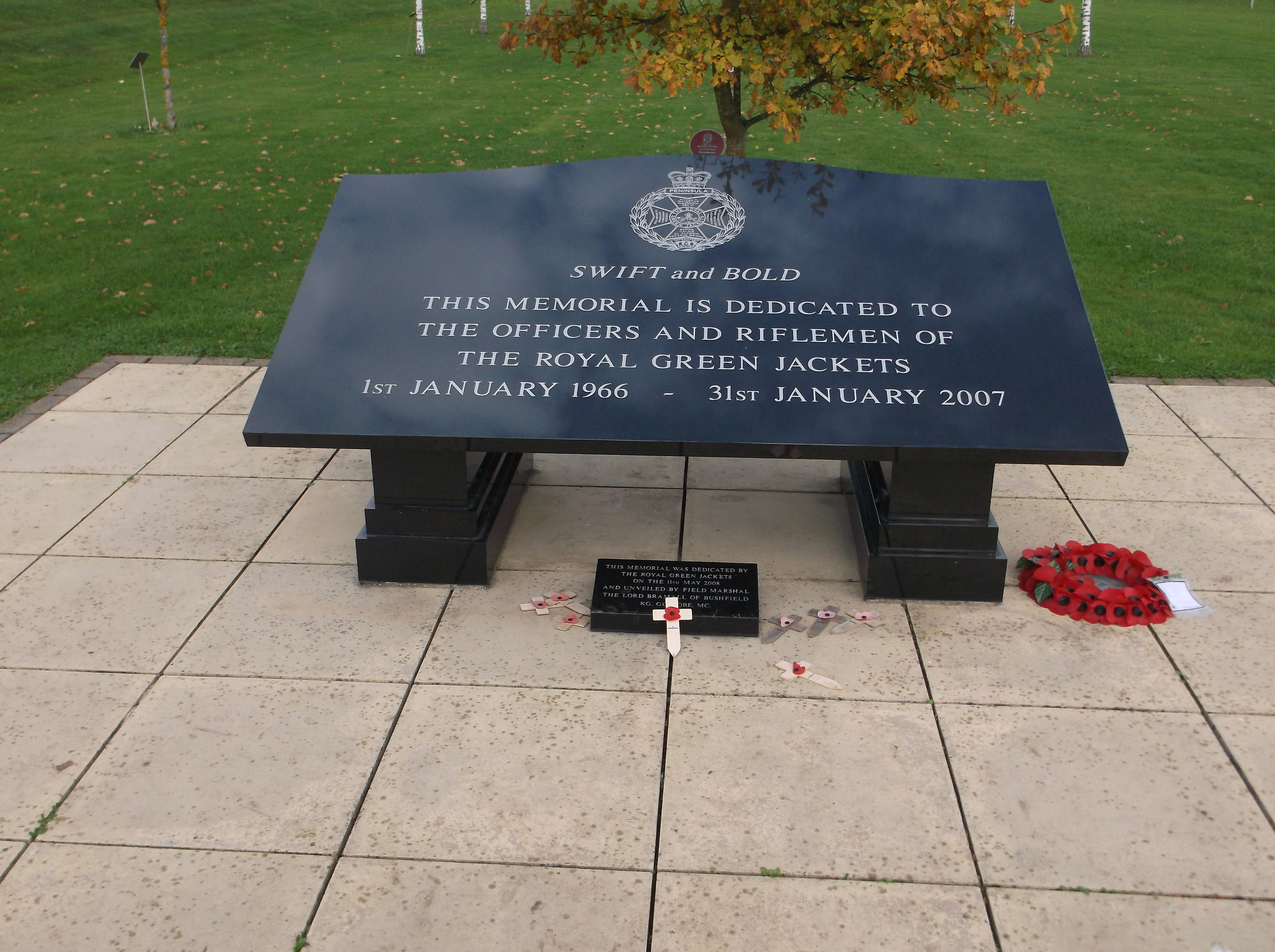
Plaque commémorative au National Memorial Arboretum

Le Royal Green Jackets est un régiment de la British Army formé en 1966 par la réunion des unités englobées dans la Green Jackets Brigade. Il est aussi l'héritier des traditions du Royal American Regiment qui se battit contre les Insurgents et les Français pendant la guerre de Sept Ans.  Au début de sa vie, ce régiment compta 3 bataillons d’infanterie :
- 1st Battalion (42nd and 52nd), ancêtre du 1st Green Jackets, 43rd and 52nd, donc du The  Oxfordshire and Buckinghamshire Light Infantry (traduisible par Infanterie légère des Comtés de Oxford et de Buckingham).
- 2nd Battalion (The King's Royal Rifle Corps) ancêtre du 2nd Green Jackets, The King's Royal Rifle Corps.
- 3rd Battalion (The Rifle Brigade) ancêtre du 3rd Green Jackets, The Rifle Brigade.

Les sous-titres furent abandonnés en 1968.
En 1992, il perdit un bataillon : le 1er Bataillon fut dissous. Quant aux autres, ils changèrent de rang ainsi : le 2e Bataillon prit le rang 1 ; quant au 3e, il changea son numéro en 2.
En 2008, The Royal Green Jackets sera regroupé avec la Light Infantry, le Devon and Dorset Light Infantry et le Royal Gloucestershire, Berkshire and Wiltshire Light Infantry en une seule entité. Les bataillons de la Light Infantry seront à cette date renommé ainsi : le 1er Bataillon deviendra le 2e Bataillon, The Rifles ; quant au second, il sera le 4e Bataillon, The Rifles. 